# تویو بونکو
تویو بونکو (به ژاپنی: 東洋文庫 Tōyō Bunko)، یا کتابخانه شرقی، بزرگ‌ترین کتابخانه مطالعات آسیایی ژاپن و یکی از پنج کتابخانه بزرگ جهان است که در توکیو قرار دارد.